# Pasaje Begoña
El pasaje Begoña es un pasaje ubicado en la ciudad española de Torremolinos, caracterizado por la presencia de establecimientos dedicados al público LGBT.

## Historia
El pasaje surge debido a la construcción del Edificio Begoña, ubicado en la avenida Palma de Mallorca y desarrollado por José María Azumendi a partir de 1962 luego que el año anterior adquiriera el chalet que se ubicaba en el terreno y que pertenecía a Carolina de Vega Maqueda; el edificio y el pasaje recibieron el nombre de «Begoña» en honor a la hermana de Azumendi. El edificio posee 55 locales comerciales y 100 apartamentos, y originalmente su sótano contenía 3 locales y la planta baja estaba dividida en 28 establecimientos, mientras que su primera planta poseía 22 locales comerciales y 12 apartamentos —actualmente toda esa planta posee uso residencial—.
Desde su apertura, el pasaje Begoña albergó numerosos establecimientos de ocio orientados principalmente al público LGBT; algunos de los más conocidos fueron el Tony's Bar —considerado el primer bar gay de España— y el bar The Blue Note, fundado y regentado por la pareja formada por la cantante holandesa y pianista de jazz Pia Beck y Marga Samsonowski.
La noche del 25 al 26 de junio de 1971 ocurrió una masiva redada policial en el pasaje Begoña, en donde la policía franquista identificó a 300 personas y arrestó alrededor de 119; además se aplicaron multas y clausuras a los locales, determinándose en total el cierre de 23 locales nocturnos en Torremolinos.
El 1 de marzo de 1981 el pasaje cambió de nombre a «Pasaje Gil Vicente», recuperando su nombre original el 31 de octubre de 2019; los rótulos con el nombre de «Pasaje Begoña» fueron instalados el 1 de abril de 2021.

### Reivindicación como espacio LGBT

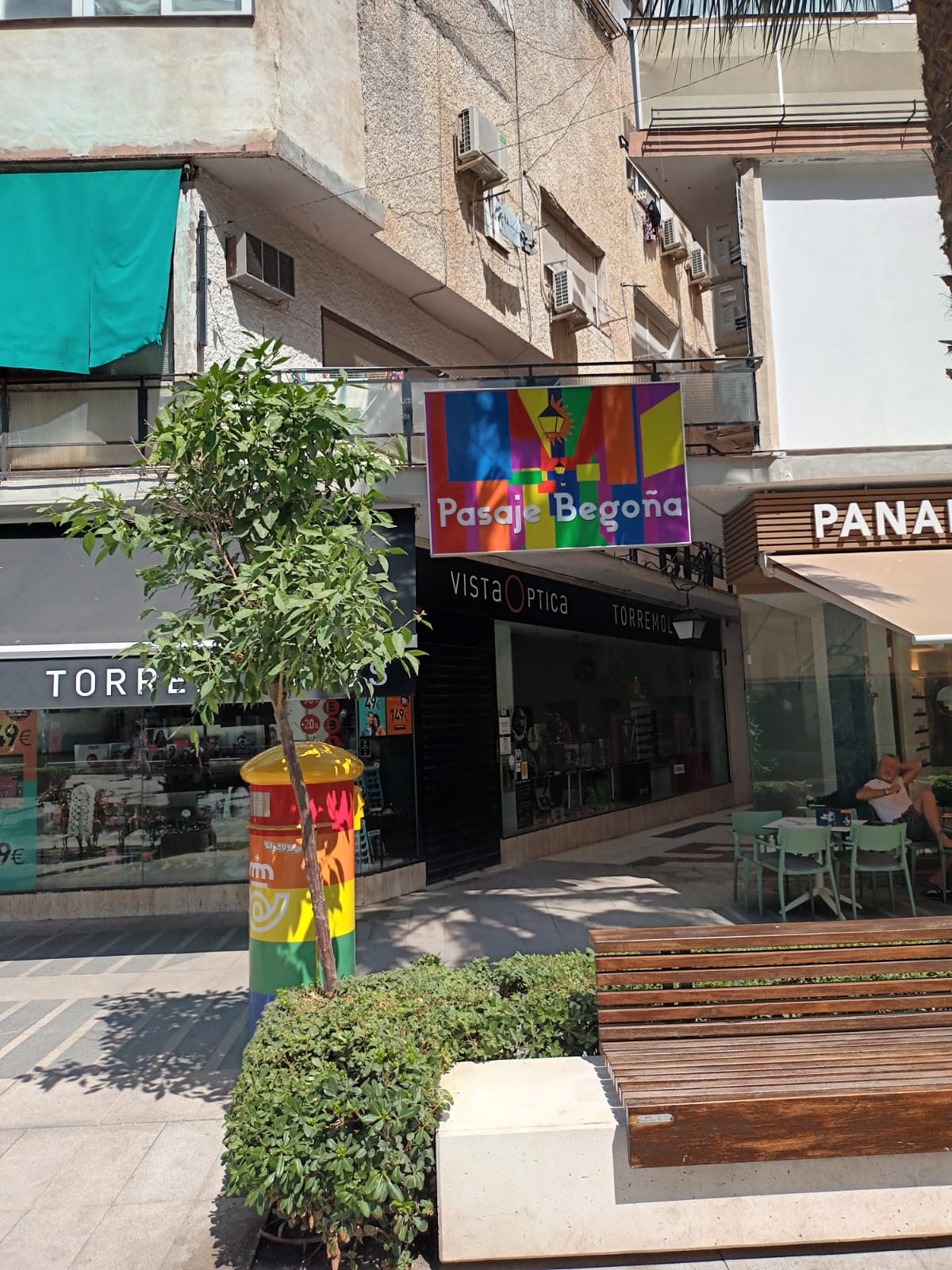
Pasaje Begoña en 2024.

El 20 de enero de 2018 fue creada la Asociación Pasaje Begoña con la finalidad de recuperar y reivindicar la memoria histórica del lugar. Entre sus actividades se ha encontrado las gestiones para aprobar una proposición no de ley en la Junta de Andalucía a fin de que el pasaje fuera declarado «Lugar de Memoria Histórica y Democrática de Andalucía», lo cual se obtuvo el 3 de mayo de 2018. El 1 de diciembre de 2020 fue publicado el decreto en el Boletín Oficial de la Junta de Andalucía en el que el Pasaje Begoña fue declarado «Lugar de Interés Turístico».
A partir de 2020 la comunidad del Edificio Begoña inició trabajos de rehabilitación y remodelación del pasaje con el fin de destacar su carácter de sitio histórico para la comunidad LGBT española. El 25 de junio de 2021, como conmemoración de los 50 años de la redada de 1971, fueron inauguradas en el pasaje las réplicas de cinco carteles luminosos históricos: tres de ellos corresponden a locales que existieron anteriormente en el pasaje Begoña (el piano-bar The Blue Note, el letrero de Pia Beck y otro correspondiente a Le Fiacre Club) mientras que los otros dos corresponden a Stonewall Inn y a Pulse.